# Skeidsrinden
Skeidsrinden (norwegisch) ist ein kleiner Gebirgskamm im Wohlthatmassiv des ostantarktischen Königin-Maud-Lands. Er ragt im Westlichen Hochfeld im Süden des Alexander-von-Humboldt-Gebirges auf.
Wissenschaftler des Norwegischen Polarinstituts benannten ihn 1966.